# Gaztelu zahar

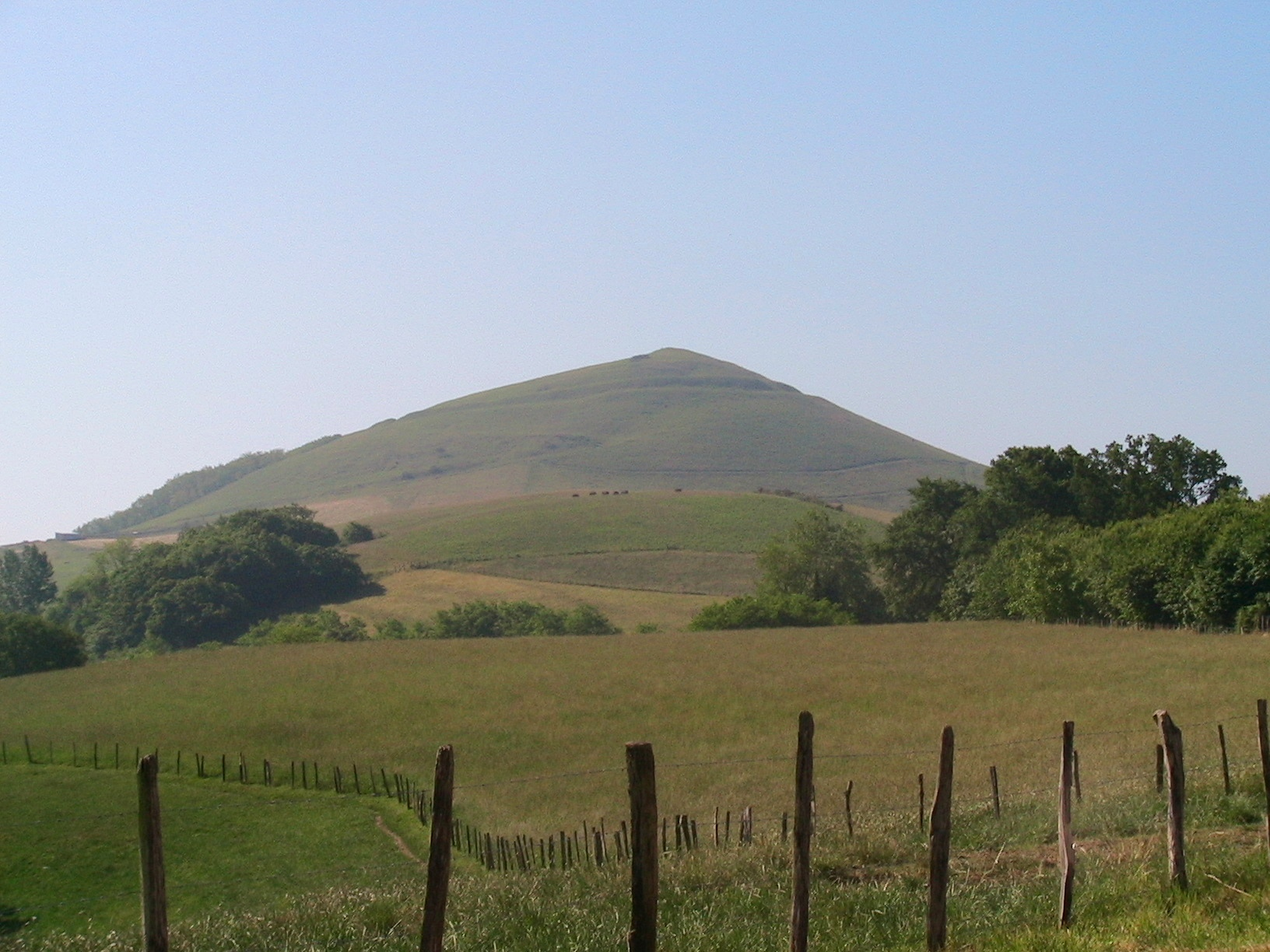
L'Abarratea (Ayherre) es un gaztelu zahar de tres terrazas que controla el paso entre Labort et Baja Navarra.

Gaztelu zahar /gas̪telu s̪ahar/ (del latín castellum) es el nombre dado en el País Vasco francés a las plazas fuertes protohistóricas (castros). El nombre significa "castillo viejo"
Frecuentes sobre los puntos prominentes de 300 a 600 m de altura, permitían el control militar de las vías de comunicación entre valles.

## Descripción

### Tipología
Los gaztelu zahar eran recintos defendidos por muros o empalizadas de los que hoy en día solo quedan los restos de sus fosos, que señalan una especie de bonete alrededor de la cumbre. Vistos desde el aire son espectaculares, pero desde tierra solo se pueden ver algunas discontinuidades en la silueta de la montaña en la que se asientan. Suelen ser difíciles de ver debido a la vegetación que los cubre.
Se pueden dividir en tres tipos de recintos:
- Los recintos en escalones o terrazas: En estos, la pendiente se ha excavado en terrazas para que los muros o empalizadas queden despejados; este tipo de recinto parece particular del país vasco francés.
- Los recintos con parapetos de tierra: Son los más numerosos y, en estos, la tierra de los fosos se utiliza para formar parapetos de tierra junto al foso.
- Los recintos con parapetos de piedra: Son los situados en las cotas más altas (a 600 m de media) y los menos numerosos.

Pueden tener desde 1 a 7 líneas de defensa como el Gazteluzahar de Lantabat.

### ¿Quién los construyó?
Su datación es incierta, pero se suele atribuir su construcción a grupos militares que dominaban la equitación de la Edad del Bronce tardía o de la primera Edad del Hierro, siendo probablemente los mismos que introdujeron en la región el rito funerario de los cromlechs.
Los Gentiles, gigantes de la mitología vasca, extranjeros, sabios y poderosos, que se supone vivían en lo alto de las montañas, podrían ser un recuerdo popular de esas antiguas élites. En Alçay-Alçabéhéty-Sunharette, el gaztelu zahar Maide korralea « el cercado de los Maide » se atribuye claramente a los Maide.

### Función
Al contrario que los oppida galos, más recientes, estos gaztelu zahar solo tenían una función militar ocasional, eventualmente pastoral y religiosa, pero no servían para vivir permanentemente.
Algunos castillos más modernos, como los de Mauléon o los de Luxe, se construyeron sobre los gaztelu zahar.

### Nombre
Los gaztelu zahar dan a veces el nombre a la montaña donde se encuentran. Los nombre más frecuentes son:
- Gaztelu(a) simplemente el castillo
- Gazteluzahar o gazteluzaharre(a) (generalmente transcrito gastelusare por los cartógrafos), el antiguo castillo
- Gaztelu-mendi(a) « (la) montaña del castillo »,,
- Gaztelu-gain(a) « (la) cumbre del castillo »,
- Gaztelu-harri(a) « (la) roca del castillo » (transcrito como gastelary, gastalaria, gastellaya)
- Kurku(a) « (el) círculo »,
- Mokorreta « al espolón».

## Lista degaztelu zahar

### Recintos con parapetos de tierra
La tierra que se ha sacado de los fosos se amontona en altura para formar parapetos defensivos.
| nombre                    | altitud | localización              | observaciones                    |
| ------------------------- | ------- | ------------------------- | -------------------------------- |
| Elhina                    | 350 m   | Armendarits               |                                  |
| Kurku                     | 272 m   | Béguios                   | 4 líneas de defensa. Deteriorado |
| Harribeltza               | 522 m   | Suhescun                  |                                  |
| Ullumendi Gaztelüzaharre  | 416 m   | Ordiarp                   |                                  |
| Gaztelü-harria, Gaztelaia | 479 m   | Chéraute                  |                                  |
| Mokorreta                 | 453 m   | Macaye                    | Muy deteriorado                  |
| Gazteluzahar              | 472 m   | Lantabat                  |                                  |
| Gazteluzaharre            | 361 m   | Arhansus                  |                                  |
| Ursuia                    | 436 m   | Hasparren                 |                                  |
| Ursuia                    | 387 m   | Hasparren                 |                                  |
| Ursuia                    | 330 m   | Hasparren                 |                                  |
| Redoute Louis XIV         | 237 m   | Sare                      | Destruido en 1977                |
| ?                         | 229 m   | Saint-Martin-d'Arrossa    | 95% destruido                    |
| Sardatz                   | 148 m   | Béhasque-Lapiste          | En el borde de la meseta         |
| Gaztelu-harri, le Tuquet  | 225 m   | Etcharry                  |                                  |
| Gazteluxaga               | 282 m   | Arrast-Larrebieu          |                                  |
| Gaztelü-gain              | 371 m   | Libarrenx                 |                                  |
| Larleta                   | 279 m   | Berrogain-Laruns          | Cresta amurallada                |
| Txoikantegia              | 326 m   | Idaux-Mendy               |                                  |
| Pekatenborda              | 92 m    | Larressore                | Deteriorado                      |
| Lexegita                  | 653 m   | Trois-Villes              |                                  |
| Kurku                     | 152 m   | Nabas                     |                                  |
| Zihorri                   | 267 m   | entre Mendionde y Hélette |                                  |
| Belozea                   | 118 m   | Itxassou                  |                                  |
| Larreondoa                | 85 m    | Saint-Pée-sur-Nivelle     |                                  |
| Gaztalepo                 | 550 m   | Ahaxe                     |                                  |
| Ahiga                     | 300 m   | Lohitzun-Oyhercq          | Destruido en 1978                |
| Xerrapo                   | 299 m   | Çaro                      | Destruido en 1981                |
| Haitzhandialtea           | 440 m   | Barcus                    |                                  |
| Mendixko                  | 300 m   | Irouléguy                 |                                  |
| Khoxü-gaina               | 343 m   | Esquiule                  |                                  |

### Recintos con parapetos de piedra
Los parapetos de piedra suelen encontrase en los gaztelu zahar situados en las cotas más altas.
| nombre         | altitud | localización                  | observaciones       |
| -------------- | ------- | ----------------------------- | ------------------- |
| Gaztelu        | 629 m   | Lecumberry                    |                     |
| Larrango       | 579 m   | Saint-Martin-d'Arrossa        | Espolón fortificado |
| Urxilo         | 566 m   | Saint-Martin-d'Arrossa        | Espolón fortificado |
| Lerdatze       | 390 m   | Armendarits                   |                     |
| Jarra          | 445 m   | Sorhoeta                      |                     |
| Maide-korralea | 667 m   | Alçay                         |                     |
| Zerkupe        | 1085 m  | bosque de Orion, Saint-Michel |                     |
| Munhoa         | 592 m   | Hosta                         |                     |

### Recintos en escalones o terrazas
Los parapetos están puestos sobre terrazas que se han excavado en la pendiente del monte.
| nombre                      | altitud | Localización      | observaciones       |
| --------------------------- | ------- | ----------------- | ------------------- |
| Abarratea                   | 342 m   | Ayherre           | 3 terrazas          |
| Mehaltzu                    | 648 m   | Pagolle           | Espolón fortificado |
| Ursuia                      | 678 m   | Macaye            |                     |
| Hoxa handia                 | 571 m   | Lantabat          |                     |
| Gazteluzaharrea             | 256 m   | Irissarry         |                     |
| Gaztelu-gaina               | 382 m   | Bustince-Iriberry |                     |
| Montarey                    | 370 m   | Etchebar          |                     |
| Gaztelü-harria (Gastalaria) | 354 m   | Sauguis           |                     |
| Gaztelu-mendi               | 343 m   | Uhart-Cize        |                     |
| Gaztelü                     | 582 m   | Aussurucq         |                     |
| Ahaize                      | 272 m   | Ossès             |                     |
| Gaztelü-gaina               | 658 m   | Sainte-Engrâce    |                     |
| Gaztelua (Gastellia)        | 313 m   | Ahaxe             |                     |
| Xerberoenea                 | 321 m   | Germieta          |                     |

## Otros
| nombre                 | altitud | localización | observaciones       |
| ---------------------- | ------- | ------------ | ------------------- |
| Gaztelü-harriko botxea | 894 m   | Etchebar     |                     |
| Mokorreta              | 680 m   | Lecumberry   | Espolón fortificado |